# Pivovara Laško
Pivovara Laško je najveća pivovara u Sloveniji sa sjedištem u Lašku. Heineken International je 13. travnja 2015. kupio 51,11% dionice s čime je najveća slovenska pivovara prešla u ruke nizozemske pivovare.
Prisutan je na globalnom tržištu u 33 zemlje s brendiranim proizvodima: Laško, Bandidos, Export Pils, Oda i IC Cider. Ukupna prodaja piva u 2009. godini iznosila je 978.833 hL. Počeci poslovanja Pivovarne Laško datiraju iz 1825. godine, kada je posrednik i predavač Franz Geyer, prema pisanim izvorima, pionir piva u Laškom. Tijekom 185 godina postojanja, Pivovara Laško prerasla je iz lokalne pivovare u vodećeg proizvođača piva i drugih tvrtki u Pivovarni Laško, vodećem proizvođaču mineralnih voda, prirodnih voda i bezalkoholnih pića na slovenskom tržištu. 
Pivovarna Laško i Pivovarna Union, dana 8. srpnja 2016. Godine, pripojene su društvu Pivovarna Laško Union d.o.o. te su 100% dionica tvrtke prenesene u ruke Heinekena. Sjedište tvrtke je u Ljubljani na Pivovarnoj cesti 2. 